# Gunna Schmidt
Gunna Schmidt (* 1971 in München) ist eine deutsche Künstlerin. Sie lebt und arbeitet in Berlin.

## Leben
Gunna Schmidt studierte Malerei und Bildhauerei an der Akademie der Bildenden Künste München unter anderem bei Ben Willikens, Cristina Iglesias und Rita McBride. Sie erwarb ihr Diplom in Malerei bei Günther Förg. Ihre künstlerischen Schwerpunkte sind Malerei und Installation. Sie lebt und arbeitet in Berlin.
Der künstlerische Ansatz von Gunna Schmidt basiert nach eigener Darstellung auf der Idee der Abstraktion, ihre Malerei erscheint als eine Weiterführung der experimentellen Errungenschaften des abstrakten Expressionismus, vertreten durch Künstler wie Jackson Pollock und später Joan Mitchell.
In ihrer großformatigen Malerei verwendet Gunna Schmidt das Material Farbe in einer Weise, die analog zur amerikanischen (von Helen Frankenthaler initiierten) Variante des europäischen Tachismus als stained canvas oder stain painting bezeichnet werden könnte. Stark verdünnte Farbe sinkt direkt in ungrundierte Leinwand oder rohes Nesselgewebe ein und verbindet sich mit dem Gewebe. Diese Herangehensweise lässt keine Korrekturen zu, sondern zeigt Spuren der malerischen Handlung nebeneinander.
In ihren kleinformatigen Bildern arbeitet Gunna Schmidt mit der Farbe betont materiell. Auf der Bildoberfläche verdichtet sich eine Mixtur verschiedener Farbmaterialen in Krusten und Farbhaufen. Die Farbe scheint hier nicht nur aufgetragen, sondern auch von der Leinwand wieder weggenommen zu sein, denn manche Spuren haben eine Ähnlichkeit mit den Farbspuren auf einer Maler-Palette. Analog dazu erscheinen die Farbflecken und Spuren der großformatigen Malerei von Gunna Schmidt wie Wischspuren auf einem Mallappen. Damit wird der Malakt als solcher durch die Präsenz seiner Nebenprodukte erweitert.

## Ausstellungen (Auswahl)
- 2015 "l'oiseau présente…" – BE ABSTRACT, Kunstverein Schwäbisch Hall, Deutschland
- 2015 By Products, editiert von Zoe Claire Miller, Haus am Lützowplatz im Ausstellungsraum der IGMetall, Berlin, Deutschland
- 2015 SALOON, kuratiert von Tina Sauerländer und Alina Heinze, SEXAUERGALLERY, Berlin, Deutschland
- 2014 Splendid Views, Werke der Sammlung Miettinen, Salon Dahlmann, Berlin, Deutschland
- 2014 Rip,Cut – Grow, "l'oiseau présente…", Projekt der Berlin Art Week 2014, Berlin, Deutschland
- 2014 Dating Service, Autocenter e.V., Berlin, Deutschland
- 2014 Gunna Schmidt: FREI, Laura Mars Grp., Berlin, Deutschland
- 2014 Der Garten der Pfade, die sich verzweigen. II, "l'oiseau présente…", Berlin, Deutschland
- 2013 Painting Forever! Keilrahmen, KW Institute for Contemporary Art, Berlin, Deutschland
- 2013 Die Mähne des Wildpferdes teilen., "l'oiseau présente…", Berlin, Deutschland
- 2013 The Legend of the Shelves, Autocenter e.V., Berlin, Deutschland
- 2013 Gunna Schmidt: SUR FACE, "L'oiseau présente…", Berlin, Deutschland
- 2013 Light Space Project – Rituals Of Exhibition II, H Gallery Chiang Mai, Chiang Mai, Thailand
- 2012 Sno 86 – Berlin Non Objective, SNO – Sydney Non Objective Group, Sydney, NSW, Australien
- 2012 Choses vues à Gauche et à Droite (sans lunettes), "l'oiseau présente…", Berlin, Deutschland
- 2011 10 Años del Programa de Residencias, La Colección del CCA Andratx. 2001–2011 / KUNSTHALLE – CCA Andratx, Andratx, Spanien
- 2011 Dorothea, Ancient & Modern, London, UK
- 2010 Der Garten der Pfade, die sich verzweigen, "l'oiseau présente…", Berlin, Deutschland
- 2010 SNO 56 – Folk 2: assemblage No. 4, SNO – Sydney Non Objective Group, Sydney, NSW, Australien
- 2008 Too Hot Not To Be Naked, Sassa Trülzsch, Berlin, Deutschland
- 2007 Neueröffnung – Teil 2, Autocenter e.V., Berlin, Deutschland
- 2007 strange weight, Martos Gallery, New York City, NY, USA
- 2007 The Friends´ Meeting, Sassa Trülzsch, Berlin, Deutschland
- 2007 Prague Biennale 3, Prague Biennale, Prague, Tschechien
- 2007 Unsere Affekte fliegen aus dem Bereich der menschlichen Wirklichkeit heraus, Galerie Sandra Buergel, Berlin, Deutschland
- 2006 Gunna Schmidt: immerdar, Sassa Trülzsch, Berlin, Deutschland[6]
- 2005 Gunna Schmidt: Blick in die Unendlichkeit, Autocenter e.V., Berlin, Deutschland
- 2003 Fünf Deutsche Frauen, Jack Tilton Gallery, New York City, NY, USA
- 2003 Gunna Schmidt: Das Mehr, Galerie Christine Mayer, München, Deutschland
- 2003 HOSSA – Deutsche Kunst der 2000er Jahre, Centro Cultural Andratx, Mallorca, Spanien.